# 流山町
流山町（ながれやままち）は、1889年（明治22年）4月1日から1951年（昭和26年）4月1日まで存在した千葉県東葛飾郡の町。現在の千葉県流山市南部に当たる地域。

## 地理
- 河川：江戸川、坂川、派川利根川（現在の利根運河）

## 歴史
この地方は以前は葛飾郡に、のち東葛飾郡に属した。
- 1873年（明治6年） - 大区小区制施行に伴い、第11大区6小区に編入される。
- 1878年（明治11年） - 郡区町村編制法施行により、以下の単位で村連合を組成する。
  - 流山村および加村
  - 鰭ヶ崎村、西平井村および後に八木村となる前平井、思井の各村
  - 三輪野山村および後に新川村となる下花輪、上貝塚、上新宿、新宿新田の各村
  - 木村および後に馬橋村となる九郎左衛門新田、七郎右衛門新田、大谷口新田、主水新田、外河原、三村新田の各村
- 1884年（明治17年） - 以下の単位で、同一戸長役場の所轄下となる。
  - 流山村、木村、加村および西平井村
  - 鰭ヶ崎村、後に馬橋村となる馬橋、新作、中根、幸谷、三ヶ月、九郎左衛門新田、七郎右衛門新田、大谷口新田、主水新田、外河原、三村新田の各村および後に小金町となる横須賀村
  - 三輪野山村、後に新川村となる桐ヶ谷、大畔、北、下花輪、谷、小屋、上新宿、上新宿新田、上貝塚、南の各村および後に八木村となる駒木新田、駒木、大畔新田、十太夫新田、青田新田、初石の各村
- 1889年（明治22年）4月1日 - 町村制施行により、東葛飾郡流山（江戸川以東）、木（九郎左衛門新田、大谷口新田、小金町への飛地を除く）、西平井、鰭ヶ崎、三輪野山（江戸川以東）、加（江戸川以東）、岩野木（江戸川以東）の各村および横須賀飛地、小金町飛地、七郎右衛門新田飛地を合併して、新たに流山町が設置された。
新町の名称は、流山村が関係諸村中の最大の村であり、かつ、古い頃から著聞していた地名であったため、それを踏襲して流山町とした。
- 1916年（大正5年）3月14日 - 流山軽便鉄道（後の流山鉄道、現在の流鉄）が開通。鰭ヶ崎駅および流山駅が開業。
- 1933年（昭和8年）4月1日 - 流山鉄道の赤城駅（現在の平和台駅）が開業。

- 1951年（昭和26年）4月1日 - 東葛飾郡新川村および八木村と合併し、江戸川町となる。
- 1952年（昭和27年）1月1日 - 江戸川町から流山町へ改称。
- 1967年（昭和42年）1月1日 - 流山町が市制施行。流山市となる。

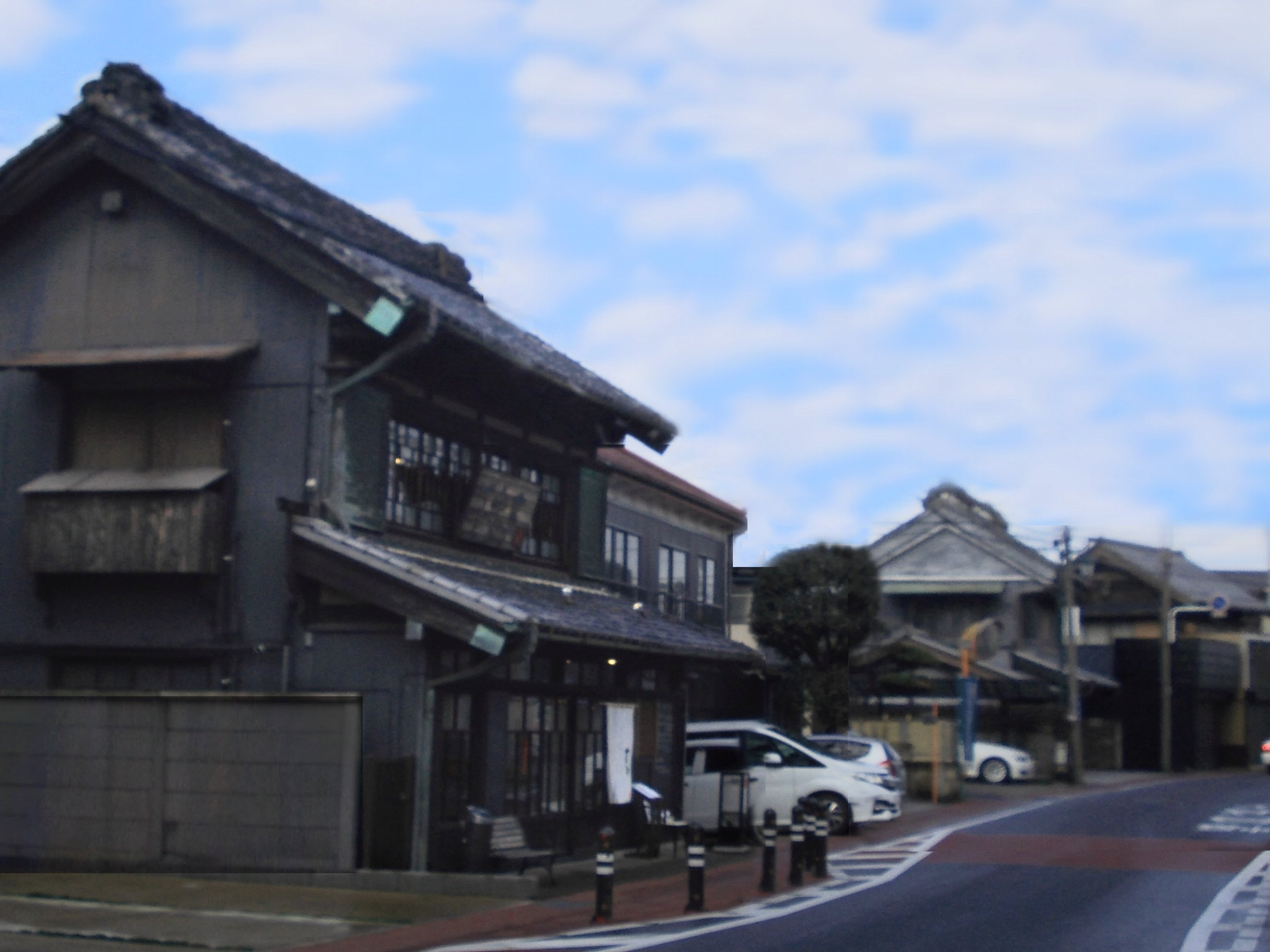
流山町旧市街
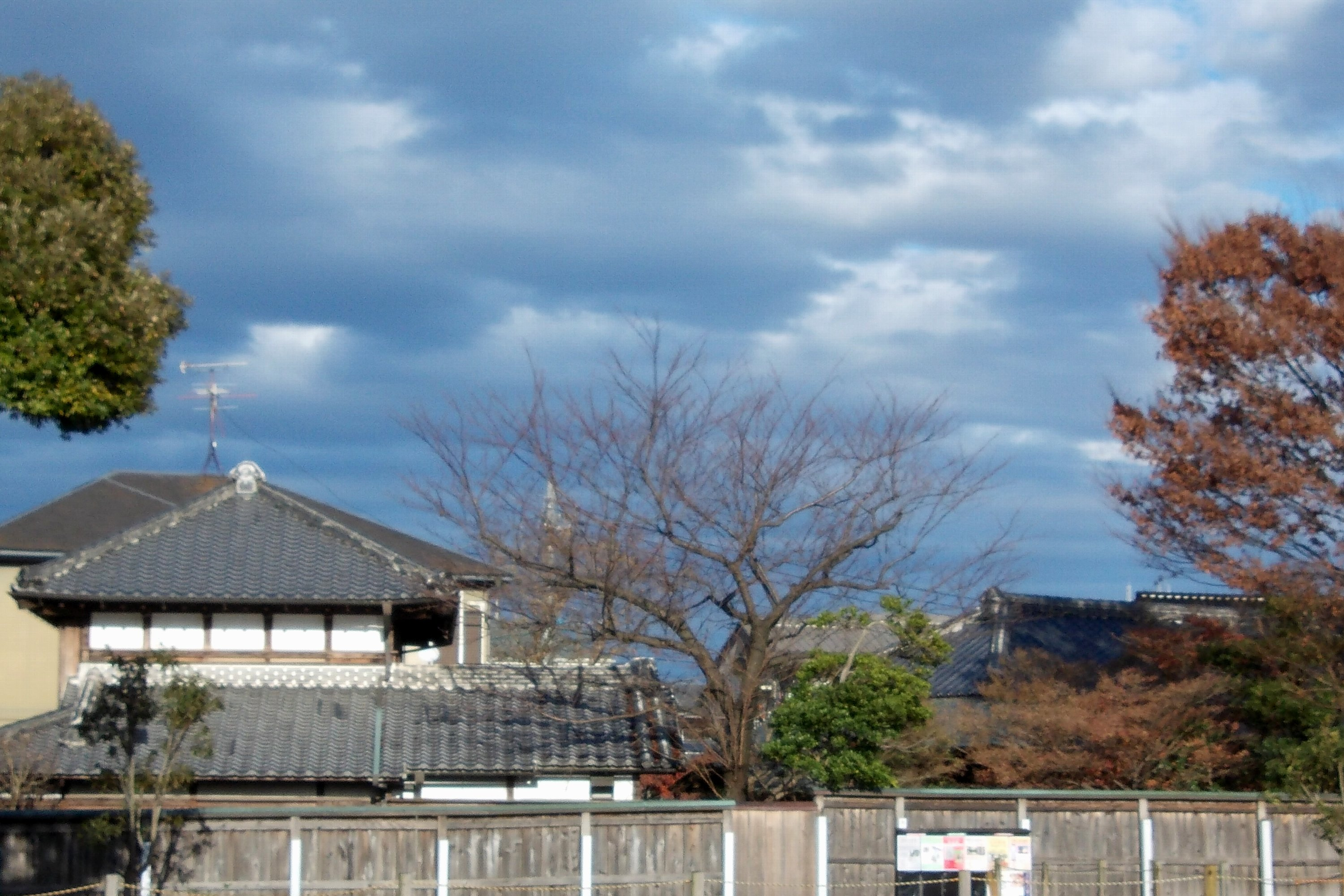
一茶双樹記念館
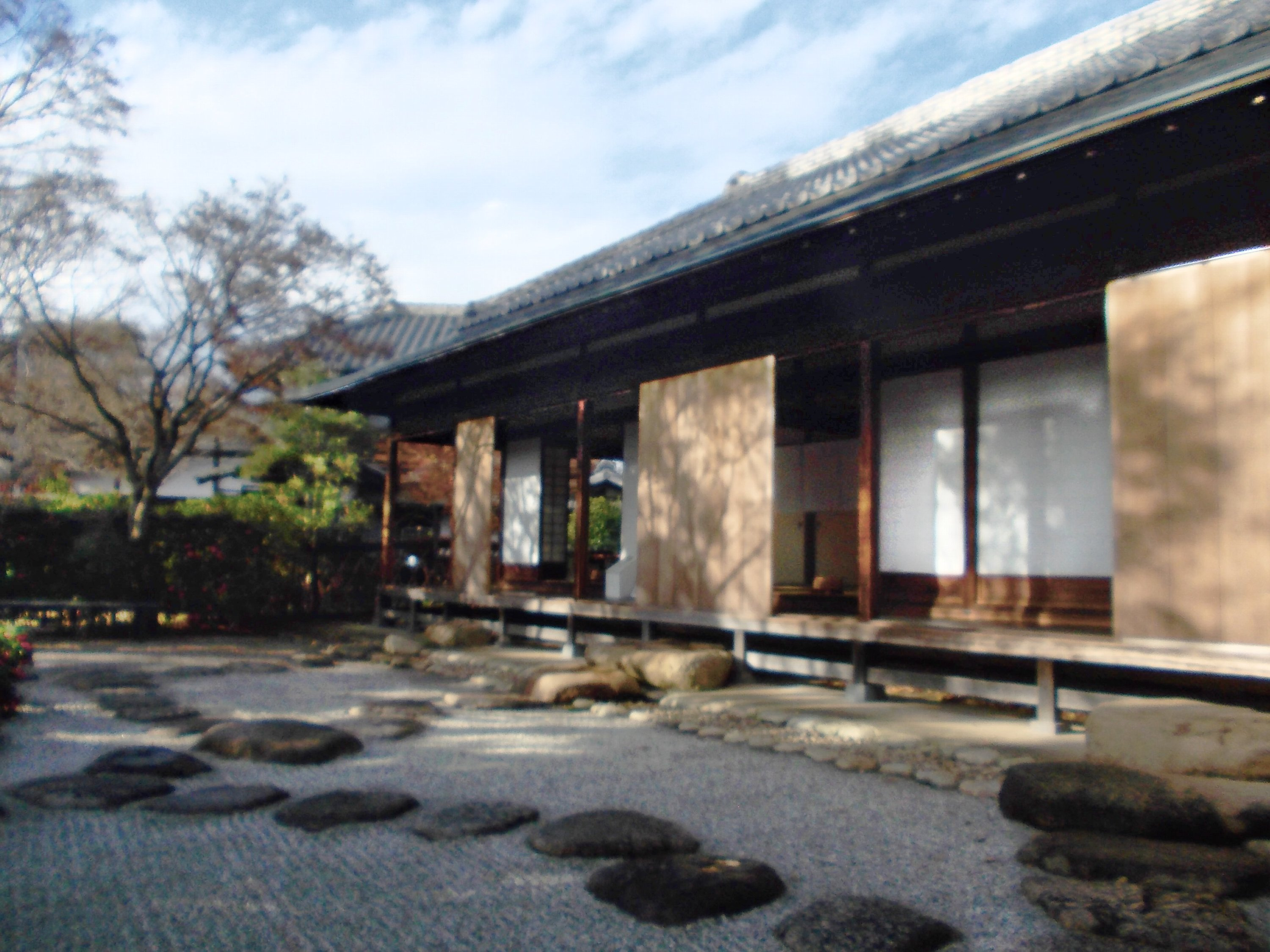
秋元邸
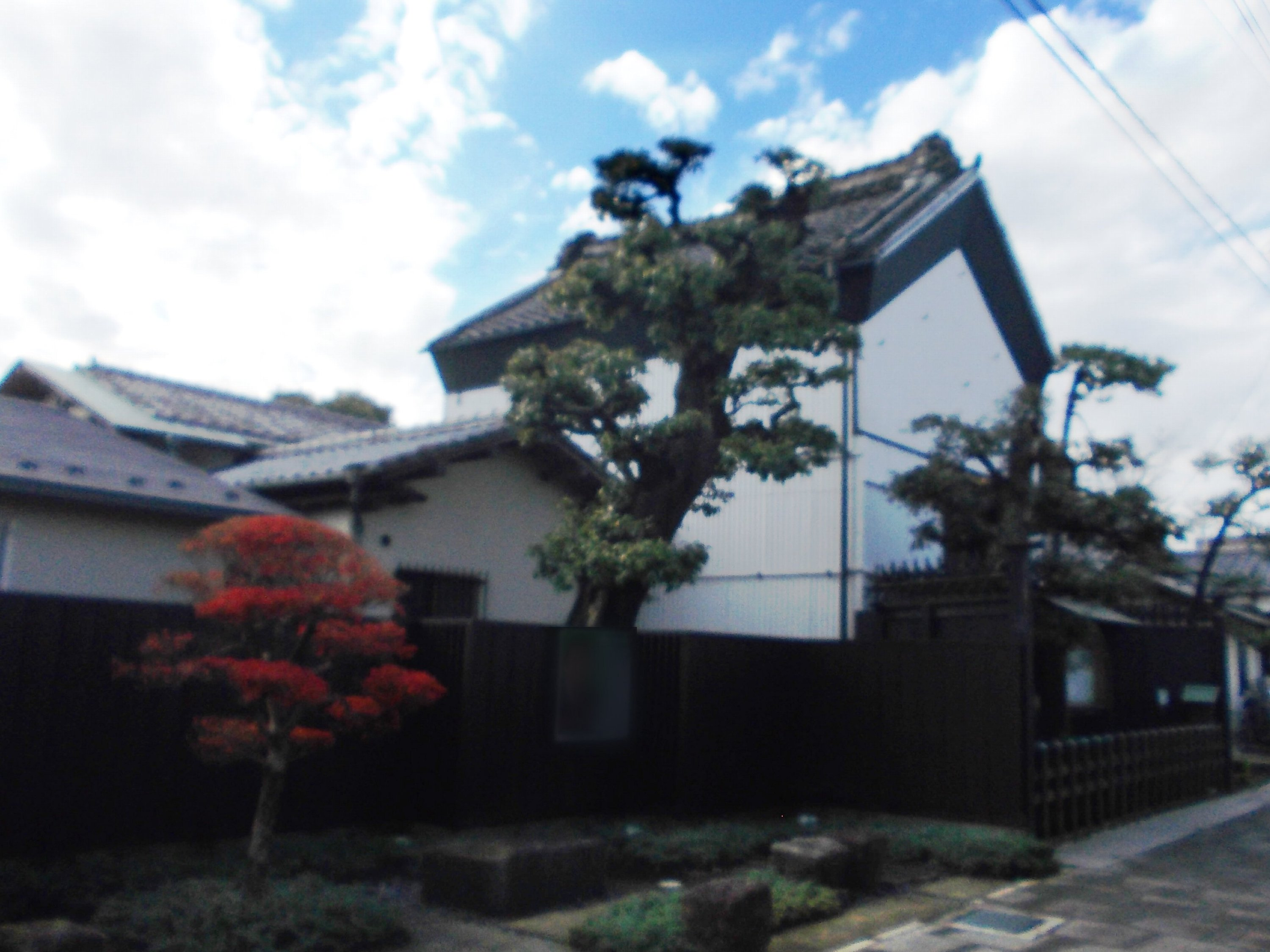
新選組流山本陣

## 交通

### 鉄道路線
- 流山鉄道
- 鰭ヶ崎駅 - 赤城駅 - 流山駅

### 道路
- 県道松戸野田線（流山街道） - 現在の千葉県道5号松戸野田線
- 県道草加流山線 - 現在の埼玉県道・千葉県道29号草加流山線
- 県道吉川流山線 - 現在の埼玉県道・千葉県道52号越谷流山線

## 現在の町名
おおむね加、木、西平井、鰭ケ崎、南流山、三輪野山と、宮園の一部に相当する。